# 羅森縣 (聖胡安省)

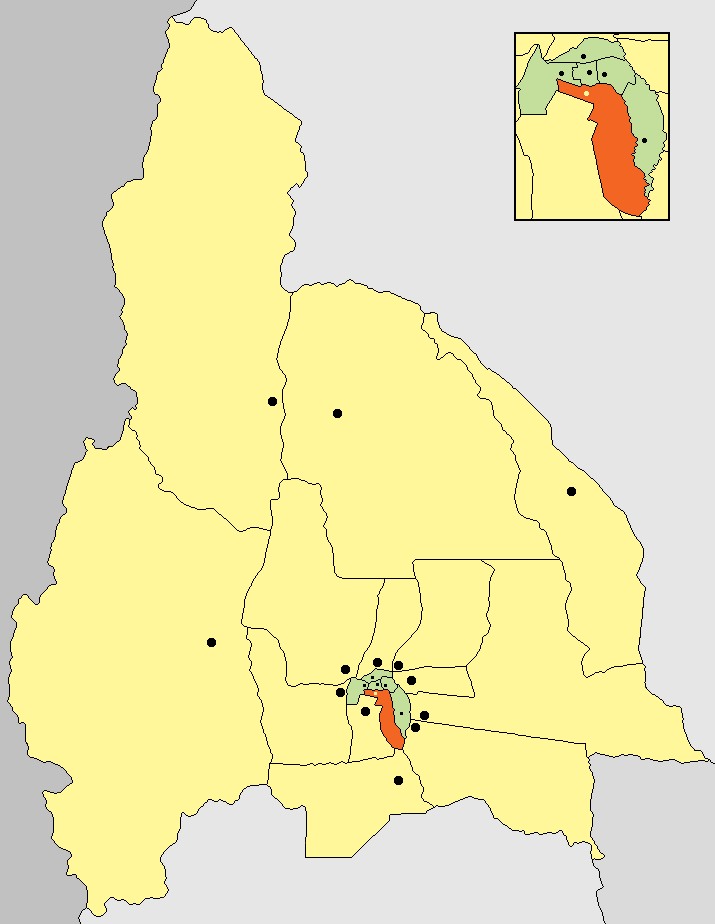

31°34′S 68°31′W / 31.567°S 68.517°W |
羅森縣（西班牙語：Departamento Rawson），是阿根廷的縣份，位於該國西部聖胡安省，首府設於克勞塞鎮，面積300平方公里，該地區的地震活動頻繁和低強度，2010年人口114,368，人口密度每平方公里381.23人。